# دوري كرة القدم الغربي 1936–37
دوري كرة القدم الغربي 1936–37 (بالإنجليزية: 1936–37 Western Football League)‏ هو موسم من دوري كرة القدم الغربي ‏. فاز فيه نادي بريستول روفيرز.